# Seleção Sueca de Futebol Feminino Sub-23
A Selecção Sueca de Futebol Feminino Sub-23 - em sueco Sveriges U23-damlandslag i fotboll - é uma seleção feminina de futebol, formada por jogadoras com a idade máxima de 23 anos (no início de uma competição).

## Plantel (maio de 2017)
- Britta Elsert Gynning
- Matilda Haglund
- Emma Holmgren
- Zecira Musovic 1
- Emelie Andersson
- Ronja Aronsson
- Selina Henriksson 2
- Ellen Löfqvist
- Alice Nilsson
- Sofia Wännerdahl
- Lotta Ökvist
- Filippa Angeldal
- Anna Anvegård
- Rebecka Blomqvist
- Frida Boriero
- Michelle De Jongh
- Irma Helin
- Madelen Janogy
- Emma Jansson 3
- Loreta Kullashi
- Nellie Lilja
- Anna Oskarsson
- Johanna Rytting Kaneryd
- Jonna Ståhl
- Julia Zigiotti Olme